# A Famous Local Singer
A Famous Local Singer è un album in studio del gruppo musicale italiano Bobo Rondelli e L'Orchestrino, pubblicato il 4 giugno 2013.

## Descrizione
Quest'album è stato prodotto da Pat Dillett in collaborazione con Mauro Refosco. In questo disco, Bobo Rondelli è affiancato dal gruppo musicale di ottoni L'Orchestrino.

## Tracce
1. Bimbo sul leone – 2:35
2. Il cielo è di tutti – 2:53
3. Il palloso – 2:37
4. la marmellata – 3:09
5. Cuba lacrime – 2:59
6. 24000 Baci – 1:54
7. Puccio sterza – 2:07
8. Settimo round – 3:10
9. Bambina mia – 4:09
10. Bobagi's blues – 3:14
11. Prendimi l'anima – 3:29
12. Che gran fregatura è l'amor – 1:36
13. Il paradiso – 2:07

## Crediti

### Formazione L'Orchestrino
- Dimitri Grechi Espinoza - sax tenore, sax alto
- Filippo Ceccarini - tromba
- Beppe Scardino - sax baritono
- Tony Cattano - trombone
- Daniele Paoletti - rullante
- Simone Padovani - cassa
- Fabio Marchiori - melodica